# Sportunion McDonalds Supervolley Wels
Die Sportunion  McDonalds Supervolley Wels ist ein österreichischer Volleyballverein, der sich der Nachwuchsarbeit im österreichischen Volleyball widmet.
Der Verein tritt nach außen als Supervolleys Wels auf und ist in der oberösterreichischen Stadt Wels beheimatet. Die Heimhalle befindet sich im Stadtteil Neustadt. Zahlreiche Topspieler, die heute in der mitteleuropäischen Liga MEVZA und in der Indesit Champions League spielen, zeugen von der erfolgreichen Jugendarbeit.

## Geschichte
In den 80er Jahren war Volleyball in Wels gleichzusetzen mit der Welser Rud (eigentlich eine Tanz- und Singspielgruppe) und dem Namen Volker Derschmidt.
Im Jahr 1986 kam der junge Hauptschullehrer Klaus Trappmair nach Wels. Nach einigen Jahren als Trainer bei der Rud und einem kurzen Zwischenspiel bei der Union Wels beschloss Trappmair einen eigenständigen Welser Volleyballverein zu gründen.

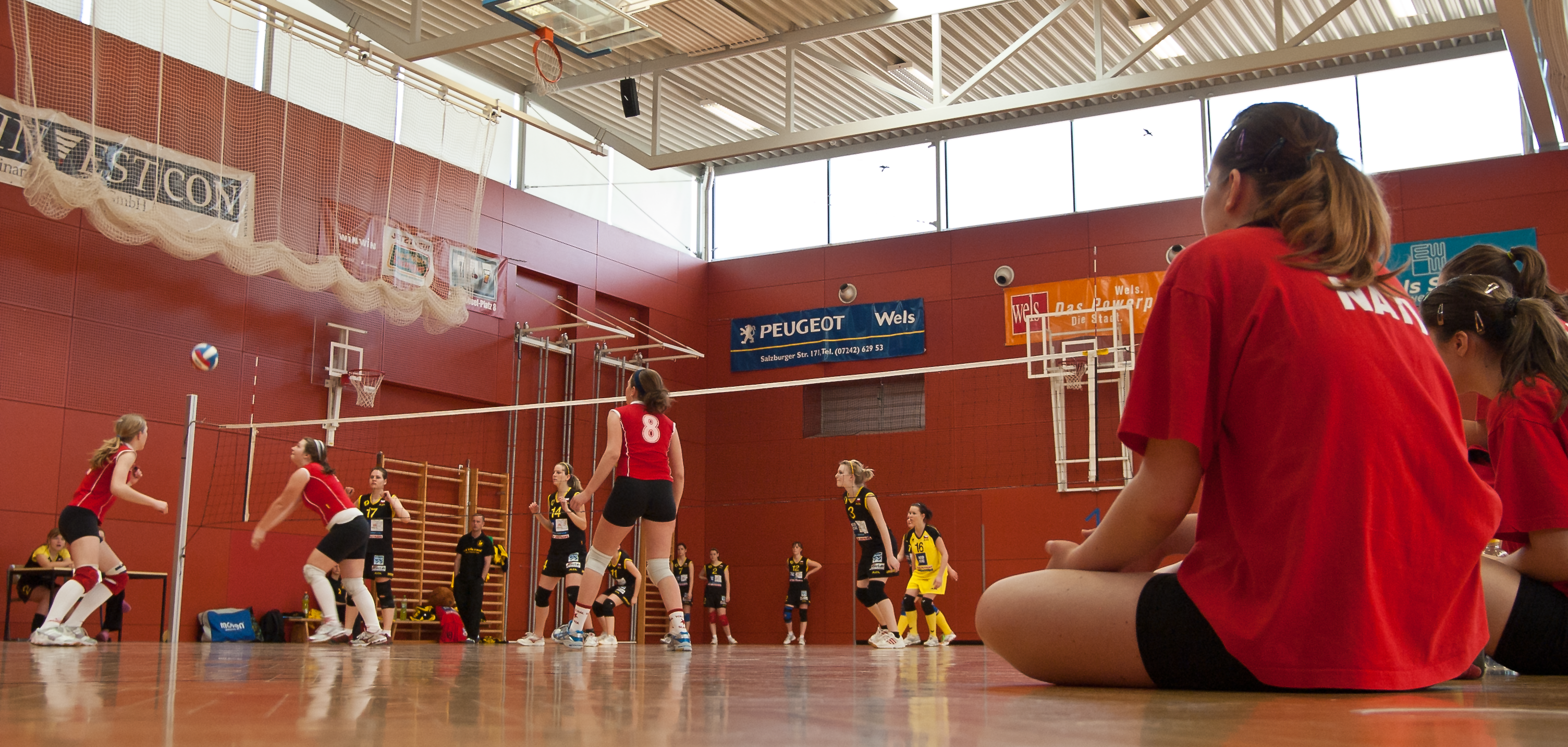
Internationales Jugendturnier

Die Gründungsversammlung des U(nion) V(olleyball) V(erein) W(els) fand am 13. Jänner 1993 statt. Der Verein wurde mittels Bescheid Vr – 1096/1992 genehmigt und trat am 8. März 1993 dem Union Landesverband Oberösterreich bei. Als Trainingshalle stand nur die Turnhalle der HTL Wels für zwei Abende pro Woche zur Verfügung.
2001 fand der Verein mit McDonald’s einen neuen Hauptsponsor. Die Umbenennung des Vereins, in das noch heute geführte Sportunion  McDonalds Supervolley Wels, erfolgte noch im selben Jahr.
Das jährlich im Frühjahr durchgeführte internationale Jugendturnier zählt seit Jahren zu den größten Volleyballturnieren für Nachwuchsmannschaften in  Österreich.

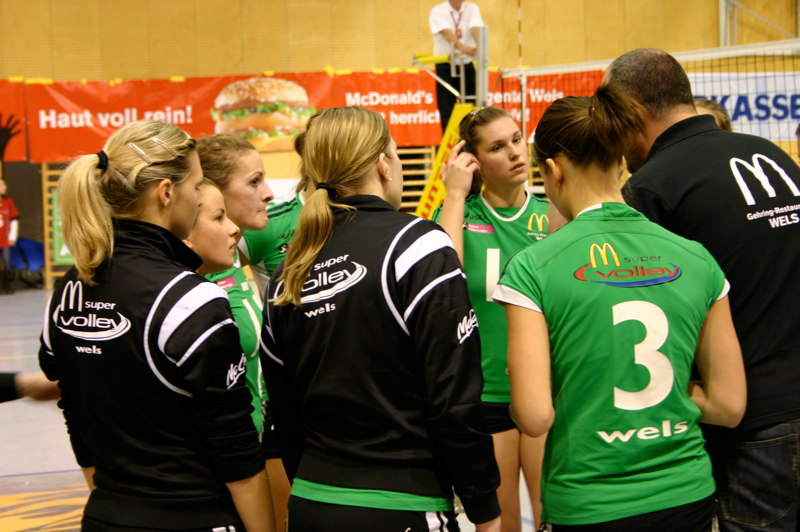
Die erfolgreiche Damenmannschaft 2009/10 in der WVL

### Sportliche Entwicklung
Im ersten Jahr wurde an der Meisterschaft mit je zwei U11 und zwei U15 Mannschaften Weiblich und einer Damenmannschaft in der 1. Landesliga teilgenommen. Trainiert wurden die Teams von Ursula Hübinger und Klaus Trappmair.
Bereits in der Saison 1993/94 gelang der Damenmannschaft der Aufstieg in die 2. Bundesliga. In der folgenden Saison konnte der Erfolg mit dem dritten Platz in der 2. Bundesliga fortgesetzt werden.
In der Saison 1995/96 nahmen die ersten Herrenmannschaften am Meisterschaftsgeschehen teil. 2001/02 erfolgte dann der Aufstieg in die 2. Bundesliga. Der Verbleib in der zweithöchsten Spielklasse wurde im folgenden Jahr mit dem dritten Rang klar fixiert.
In der Saison 2008/09 spielten sowohl die Damen als auch die Herren um den Aufstieg in die 1. Bundesliga.
Aus finanziellen Gründen mussten 2009/10 jedoch die Herren aus dem Meisterschaftsbetrieb genommen werden.
Die Damen schafften den Aufstieg in die höchste Spielklasse und spielten in der WVL. Sie beendeten die Saison auf dem neunten Rang.

## Sportliche Erfolge
- Wiedereinstieg der Herrenmannschaft in den Meisterschaftsbetrieb und sofortiger Aufstieg in die höchste Landesklasse (1. Landesliga) 2011/12

### Österreichischer Meister
- Jugend U17 männlich 1999/00

### Landesmeister
- Supermini U11 männlich 2001/02, 2003/04
- Supermini U11 weiblich 2006/07
- Mini U12 weiblich 1993/94, 1995/96, 2006/07
- Mini U12 männlich 1998/99, 2000/01, 2003/04, 2006/07
- Midi U13 weiblich 1995/96, 2003/04
- Midi U13 männlich 1995/96, 1996/97, 1997/98,1998/99, 1999/00, 2001/02, 2002/03, 2003/04, 2005/06
- Schüler U15 weiblich 2002/03, 2004/05, 2009/10
- Schüler U15 männlich 1996/97, 1998/99, 1999/00, 2000/01, 2005/06
- Jugend U17 männlich 1998/99, 1999/00, 2000/01, 2002/03, 2003/04, 2005/06, 2006/07, 2010/11, 2011/12
- Junioren U19 männlich 1998/99, 1999/00, 2000/01, 2002/03, 2003/04, 2005/06, 2006/07, 2011/12
- Damen 1993/94, 1995/96, 1996/97, 2019/20

## Erfolgreiche Spieler

### Herren
- Philipp Kroiss (Volei Municipal Zalău (Rumänien))
- Alexander Berger (Sir Safety Perugia)
- Paul Buchegger (Gi Group Monza)

Folgende Spieler haben die Karriere beendet
- Christoph Lechthaler (VCA Amstetten)
- Franz Brandstetter (Cemtec SuperVolley Enns)
- Peter Eglseer (Cemtec SuperVolley Enns)
- Dimitri Wojakow (Cemtec SuperVolley Enns)
- Bernhard Prammer (Cemtec SuperVolley Enns)
- Christian Mitterhuber (Cemtec SuperVolley Enns)
- Weickinger Bernhard (Union Ried)
- Berger Christoph (ATSV Seewalchen)

### Damen
- Charoline Topf (TV Siebtronic Oberndorf)
- Sanda Gavric (TV Siebtronic Oberndorf)

### Beachvolleyball
- Hupfer Daniel (TOP 50 der Welt und Nummer 3 in Österreich, Karriereende 2016)